# Rapala irregularis
Rapala irregularis är en fjärilsart som beskrevs av Ribbe 1926. Rapala irregularis ingår i släktet Rapala och familjen juvelvingar. Inga underarter finns listade.